# Cotiarinha
Bothrops itapetiningae, popularmente conhecida por jararaca e cotiarinha, é uma espécie de serpente da família Viperidae. Endêmica do Brasil, pode ser encontrada nos estados de Minas Gerais, Goiás, Mato Grosso, Mato Grosso do Sul, São Paulo, Paraná e Santa Catarina.
Seu nome vem de Itapetininga, cidade localizada no interior do Estado de São Paulo.